# شهرستان گریر (اکلاهما)
شهرستان گریر، اکلاهما (به انگلیسی: Greer County, Oklahoma) شهرستانی در ایالات متحده آمریکا است که در اکلاهما واقع شده‌است.

## خصوصیات
شهرستان گریر ۱٬۶۶۷ کیلومترمربع مساحت دارد.